# Академія знань
Академія знань (пол. Akademia Umiejętności, AU) — польське наукове товариство, яке існувало в Польщі з 1872 року. У 1919 році Академія знань стала основою сучасної Польської академії знань.

## Історія

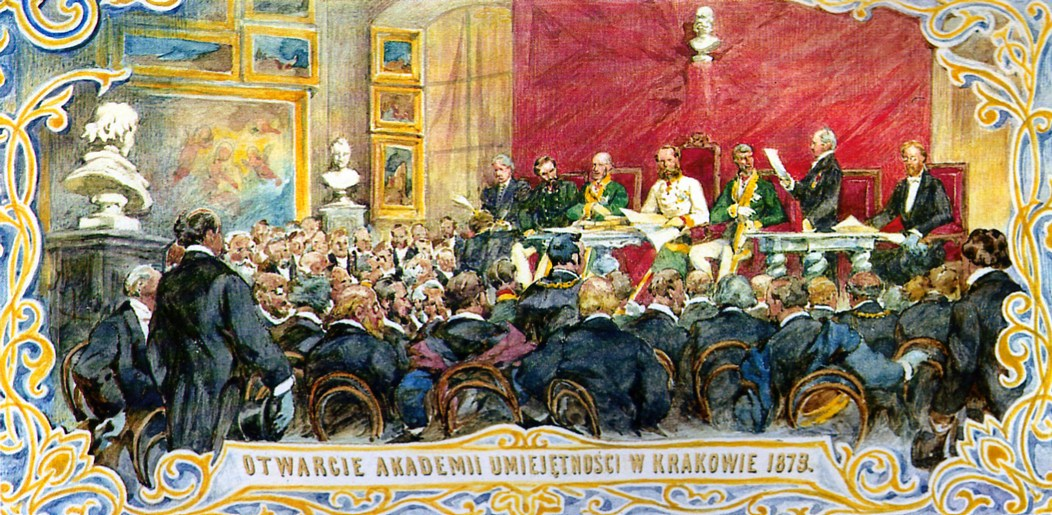
Урочисте відкриття Академії знань у 1873 році

Академія знань була заснована 1871 року в Кракові і стала наступницею Краківського наукового товариства, що існувало з 1815 року.
На початку 1873 відбулося урочисте відкриття, на якому був присутній австрійський імператор Франц Йосиф I.
Перші збори Академії знань відбулися 18 лютого 1873 року. Спочатку вона складалася з краківських вчених та філологічного, історико-філософського та математично-природничого відділень. Поступово Академія знань розширила свою діяльність серед польських вчених у Царстві Польському та інших країнах, де проживали поляки. Головною метою Академії знань була організація наукових досліджень та вищої освіти, а також матеріальна підтримка польських вчених.
1893 року у власність Академії знань передано значні книжкові зібрання з Польської паризької бібліотеки.
У 1919 році, невдовзі після відновлення незалежності Польщі, Академію знань перетворено на Польську академію знань (Polska Akademia Umiejętności, PAU).

## Президенти Академії знань
- Юзеф Маєр (1871—1890)
- Станіслав Тарновський (1890—1917)
- Казімеж Моравський[en] (1918—1925)